# カサ・アリアンサ
カサ・アリアンサ（Casa Alianza） 　は、ストリート・チルドレンの為の組織 Covenant House, コヴナント・ハウス（本部：ニューヨーク, 支部数：12カ所）のラテンアメリカ支部（北米では、主に家庭事情から家出した子供たちを保護する活動）、
活動形式はチャリティー、NGO で、ストリートチルドレンの救済・保護・育成を目標にしている
- 1981年、グアテマラで最初に設立
- 1986年、ホンジュラス・メキシコに設立
- 1998年、ニカラグアに設立

1年に約12,000人程のストリートチルドレンを保護・育成している

## カサ・アリアンサ・メヒコ
出典：“居場所をなくした子どもたち” 工藤律子著, JULA 出版
（1997年時点）
- メキシコ本部：メキシコシティ
- スタッフ数（ボランティアを含む）：約130名

活動の8分野：
- Steet Educators (8人)：ストリート・チルドレンを巡回し、交流、安否確認、施設への入所勧誘などを行う
- 避難所：　3食、集団生活、アクティビティーなど
- 一時定住ホーム：　避難所の次の段階、集団生活、学校に通学
- 定住ホーム：　義務教育修了、高等教育・職業訓練への参加を目指す、将来への自立計画、出所、自立
- 家庭への再統合：　希望者の家庭への再統合、アフターケアなど
- エイズ教育＆HIV 感染者の為のケア・プロジェクト（ルナ・プロジェクト）：　体力が衰えた児童は、生活しながら専門医らによる看護を受ける
- ドラッグ中毒者の為の相談＆支援プロジェクト（オリン・プロジェクト）：　アクティヴィティー、自助グループ、専門医への相談、心理カウンセリング、食事療法など
- 心理的ケアプログラム：　全ての活動で通用される